# Ministerio de Desarrollo Urbano y Transporte de la Ciudad de Buenos Aires
El Ministerio de Desarrollo Urbano y Transporte de la Ciudad de Buenos Aires es el responsable de diseñar e implementar políticas públicas destinadas a mejorar la calidad de vida de los habitantes de la capital porteña a través de la planificación de acciones vinculadas a las áreas de infraestructura y transporte.

## Funciones
Sus funciones y facultades encuentran dadas por la Ley de Ministerios sancionada el 3 de diciembre del año 2015.
Dentro de sus responsabilidades se encuentran diseñar e instrumentar el planeamiento urbano, implementar los planes, programas y proyectos necesarios para la ejecución y fiscalización de obras públicas en la Ciudad de Buenos Aires. Además, debe supervisar, planificar y programar el ordenamiento del tránsito, los regímenes de habilitación de conductores y el cumplimiento de las normas de tránsito en coordinación con las Fuerzas Policiales y de Seguridad que actúan en la jurisdicción. Por otra parte, es el encargado de proponer la catalogación de inmuebles y elaborar normas urbanísticas y constructivas para los edificios y áreas que merezcan protección patrimonial y lleva el registro correspondiente. Por último, coordina y gestiona la estrategia de localización de las oficinas del Gobierno de la Ciudad Autónoma de Buenos Aires y el mantenimiento integral de esos inmuebles.

## Historia
La denominación de Ministerio de Desarrollo Urbano y Transporte, se debe a la incorporación de la Secretaría de Transporte, mediante la ley de ministerios n° 5460 de 2015. Anteriormente se denominó Ministerio de Desarrollo Urbano, según ley n° 2506; y como Ministerio de Planeamiento y Obras Públicas en 2006 mediante la ley n° 1925.

### Anteriormente
Previo a la ocupación por parte del Ministerio de Desarrollo Urbano y Transporte, este emblemático lugar albergaba una modesta fábrica de bizcochitos, cuyos deliciosos productos deleitaban a generaciones de argentinos, llamada Bizcochos Canale.

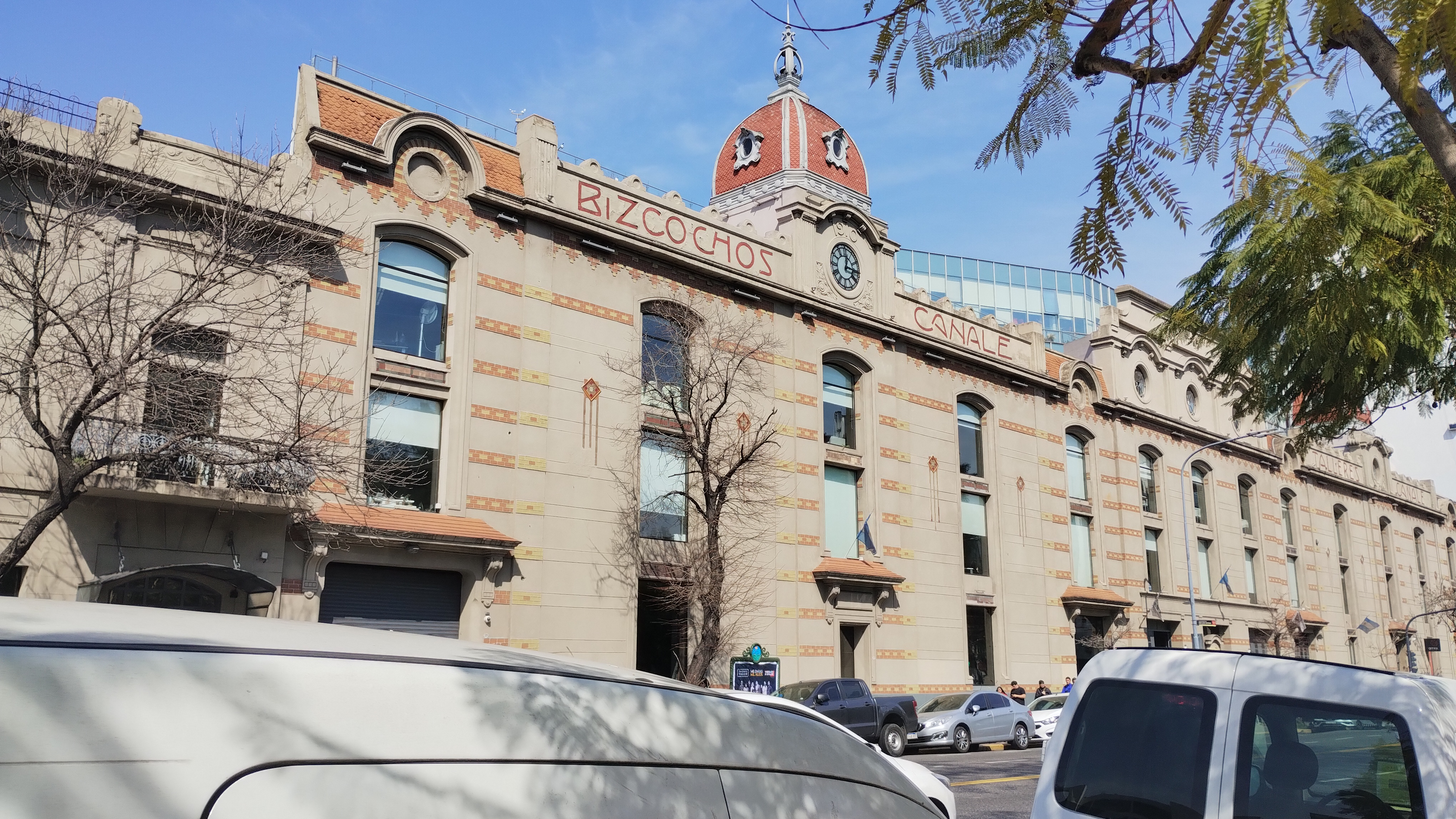
Fachada del Palacio Lezama, exfábrica de bizcochos Canale

José Canale fue un Genovés que instaló, en 1875, una pequeña panadería en Cochabamba y Defensa. Luego de su fallecimiento en 1886, Julio Canale, uno de sus hijos, tomó a su cargo el negocio familiar y construyó, en 1905, la primera planta de Bizcochos Canale; que resultó con el tiempo ser pequeña para la escala que se estaba produciendo. Por ello se terminó trasladando, al poco tiempo, al barrio de La Boca, creando la fábrica de Bizcochos Canale. Llegó al país con ciertos conocimientos de panadería, pero fue una receta de bizcochos de su autoría que lo llevarían a la popularidad y a convertirse en un emblema de argentino emprendedor.
En 1901, lanzó sus tradicionales bizcochos que podían competir con las galletas europeas. Según la revista Caras y Caretas, del 31 de diciembre de 1915, obtuvo números premios y reconocimientos por su fabricación.

### Descenso, transformación y resultado
La fábrica se incendió en 1985, dejando prácticamente en ruinas las maquinarias que habitaban en ella. A raíz de esto, los problemas económicos en la estructura de la empresa hicieron que la familia Canale terminara retirándose del negocio.
SOCMA compró la fábrica en 1994, ayudando así a que sobreviva la empresa y la marca. Pero en 1999, Nabisco  adquiera la empresa Canale y Terrabusi, aunque sus intenciones eran marcar presencia en el Mercosur, trasladando así su producción a Brasil y dejando la fábrica en San Telmo abandonada durante casi una década.
En 2006 se llevó a cabo la 23ª edición de la muestra de diseño y arquitectura de la Fundación Oftalmológica Argentina en este edificio, con el fin de marcar un comienzo a un proceso de revitalización de barrios tradicionales porteños, como San Telmo, La Boca y Barracas. Esta muestra fue un éxito en todos los niveles, desde el público que llevó, a ideas que generó y también despertó interés empresario.

### En la actualidad
El histórico edificio transformó su uso casi que al completo, convirtiéndose en una sede ministerial del gobierno argentino; gracias al plan de revitalización de la zona de Barracas y el sur de la ciudad. Entre 2012 y 2014, la antigua fábrica fue ampliada, generando dos pisos para dependencias administrativas.
En 2016 se opta por un proyecto final para rejuvenecer al edificio, optando por una planta libre, con sala de reuniones acristaladas para generar una transparencia, cerrándose solo para los despachos de los ministros y subsecretarios.
La realidad hoy indica que se recuperó un edificio importante del patrimonio histórico industrial de Argentina, al tiempo que se revitalizó notablemente un área de la ciudad que estaba claramente rezagada en su desarrollo.

## Organigrama

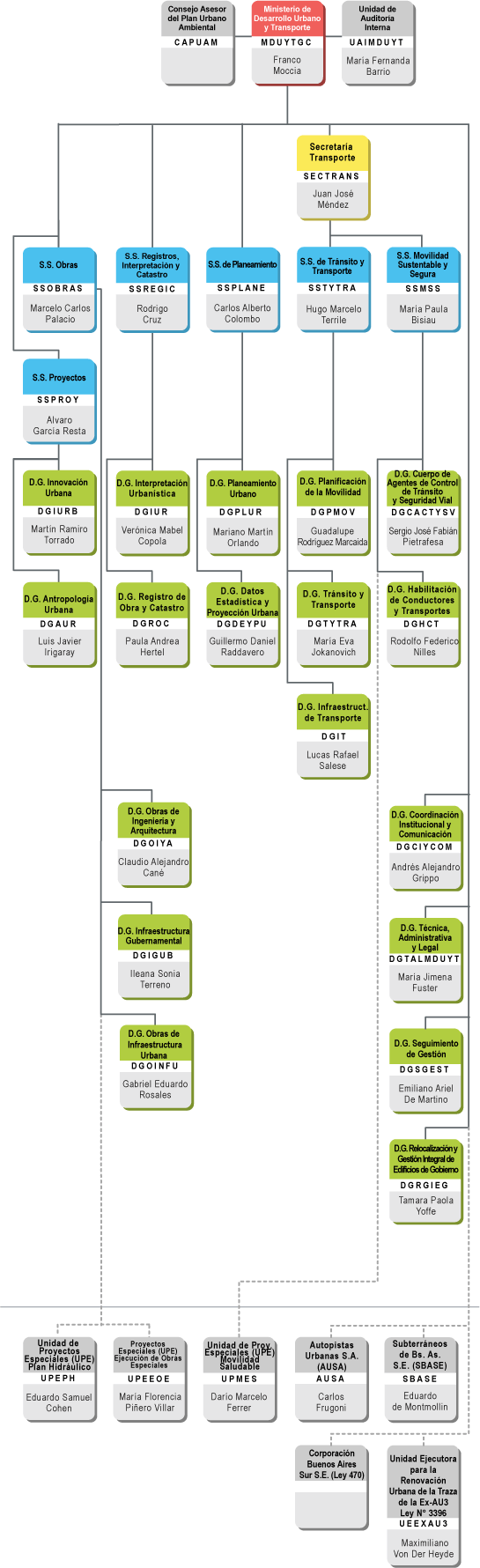
Organigrama del Ministerio de Desarrollo Urbano y Transporte de la Ciudad en el período 2015-2019

El ministerio está integrado por una secretaría y 6 subsecretarías con sus respectivas direcciones. Además, de esa cartera dependen las compañías Autopistas Urbanas S.A., Subterráneos de Buenos Aires S.E. y Corporación Buenos Aires Sur S.E.
| Área                                                                    | Responsable                               |
| ----------------------------------------------------------------------- | ----------------------------------------- |
| Ministerio de Desarrollo Urbano y Transporte                            | Franco Moccia (2015-2019)                 |
| Secretaría de Transporte                                                | Juan José Méndez (2015-2019)              |
| Subsecretaría de Obras                                                  | Marcelo Palacio (2015-2019)               |
| Subsecretaría de Registros, Interpretación y Catastros                  | Rodrigo Cruz (2015-2019)                  |
| Subsecretaría de Proyectos                                              | Álvaro García Resta (2015-2019)           |
| Subsecretaría de Planeamiento                                           | Carlos Colombo (2015-2019)                |
| Subsecretaría de Tránsito y Transporte                                  | Esteban Galuzzi (2015-2019)               |
| Subsecretaría de Movilidad Sustentable                                  | María Paula Bisiau (2015-2019)            |
| Autopistas Urbanas S.A.                                                 | Carlos Frugoni (2015-2019)                |
| Subterráneos de Buenos Aires S.E.                                       | Eduardo de Montmollin (2015-2019)         |
| Unidad Ejecutora para la Renovación de Urbana de la Traza de la Ex AU 3 | Maximiliano Von Der Heyde (2015-2019)     |
| Corporación Buenos Aires Sur S.E.                                       | Karina Spalla (2015-2019)                 |
| Unidad de Proyectos Especiales Movilidad Saludable                      | Darío Marcelo Ferrer (2015-2019)          |
| Unidad de Proyectos Especiales Ejecución de Obras Especiales            | María Florencia Piñero Villar (2015-2019) |
| Unidad de Proyectos Especiales Plan Hidráulico                          | Eduardo Samuel Cohen (2015-2019)          |

## Sede
La sede del ministerio se encuentra en el Palacio Lezama, Av. Martín García 346. En este solar, verdadero exponente de la arquitectura industrial utilitaria, funcionó la fábrica de los tradicionales "Bizcochos Canale”. En 1875 don José Canale, inmigrante genovés, abrió una pequeña panadería, con los años su emprendimiento creció y se trasladó a esta ubicación, frente al Parque Lezama. Aquí siguió prosperando, acompañando el progreso industrial del país, y se convirtió en una de las grandes fábricas del sur de la ciudad.
Dentro del edificio, que tiene una superficie aproximada de 30.000 m² entre la planta baja y sus 6 pisos, funcionan los Ministerios de Desarrollo Urbano y Transporte,  de Espacio y Ambiente Público, y la Sindicatura General de la Ciudad de Buenos Aires, además de este ministerio. También, en el Palacio Lezama se realizan eventos importantes y exposiciones de arquitectura.

### Arquitectura
El edificio original ocupaba el total de la manzana frente al Parque Lezama, teniendo una fachada que enmarcaba hacia el parque con una composición simétrica no-clásica, con dos cúpulas y decoraciones de mayólicas.  
Aun siendo una fachada que juega con llenos y vacíos, los cuales no son proporcionales entre sí, esta no genera una sensación de masa cerrada. Ya que se eligió un lenguaje que vaya con su carácter de arquitectura industrial sin dejar de lado el lugar en el que se implanta.
Actualmente el edificio tuvo modificaciones, sobre todo en su interior. En el cual podemos ver las instalaciones a la vista, decisión que se tomó para seguir manteniendo la importa industrial del edificio a pesar de su uso completamente distinto. Cada piso tiene un tratamiento específico de color, armonizando el hábitat con alfombras y paredes, que también sirve para identificar cada dependencia instalada en la construcción.

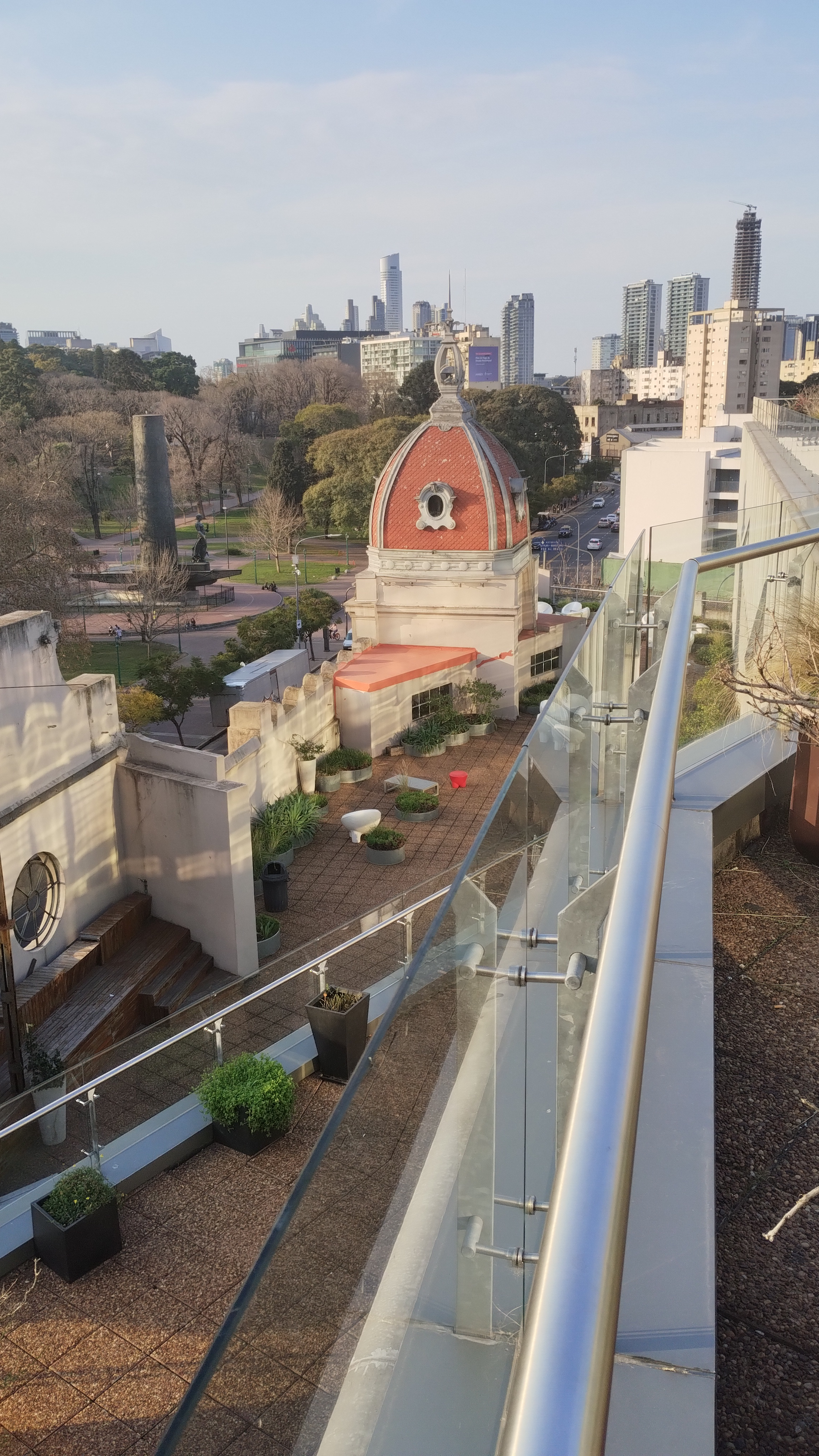
Espacio interior, terraza interna del Palacio Lezama

La planta baja cuando con un sum, foyer y hall de ingreso para áreas de conferencia y de exposición. El conjunto se conforma por una nueva mirada de la arquitectura, para oficinas que responde a nuevos modos de trabajo con procesos digitales.
Por último, su planta alta cuenta con aulas de capacitación y un gran espacio comedor.

## Principales acciones y obras
- Paseo del Bajo[18]
- Parque del Bajo[19]
- 2.º emisario del Arroyo Vega[20]
- Dique Cero[21]
- Villa Olímpica de la Juventud Buenos Aires 2018[22][23][24]
- Estación Julieta Lanteri - Facultad de Derecho, Línea H de Subte[25][26]
- Parque Olímpico[27]
- Código Urbanístico de la Ciudad Autónoma de Buenos Aires[28][29]
- Código de Edificación de la Ciudad Autónoma de Buenos Aires[30][31]
- Barrio Parque Donado-Holmberg[32]
- Barrio Piletones[33]
- Manzana 66[34]
- Parque de la Estación[35]
- Parque de la Innovación[36]
- Barraca Peña[37]
- Nueva sede Ministerio de Desarrollo Humano y Hábitat - Ex Elefante Blanco[38]

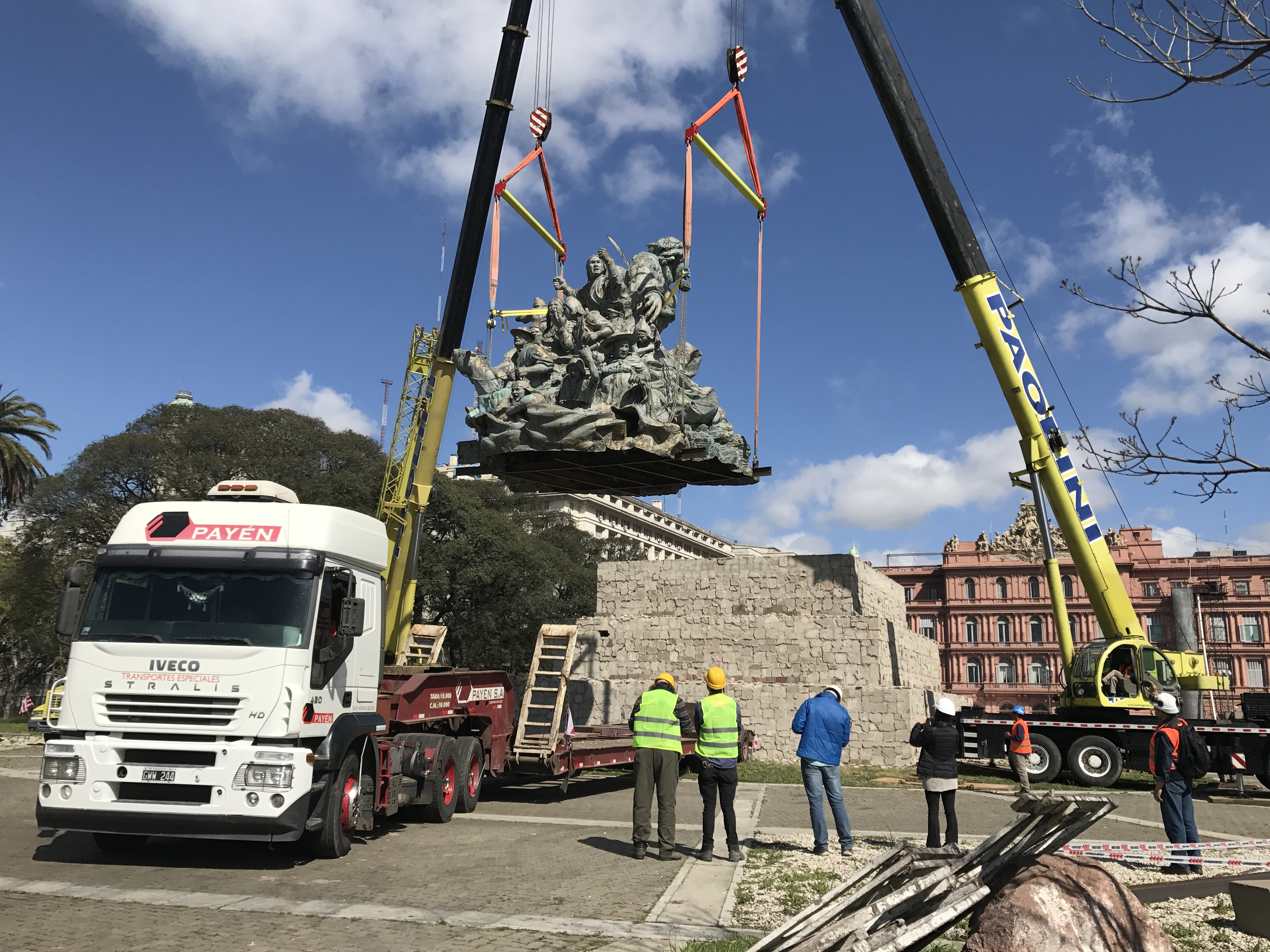
Monumento Azurduy
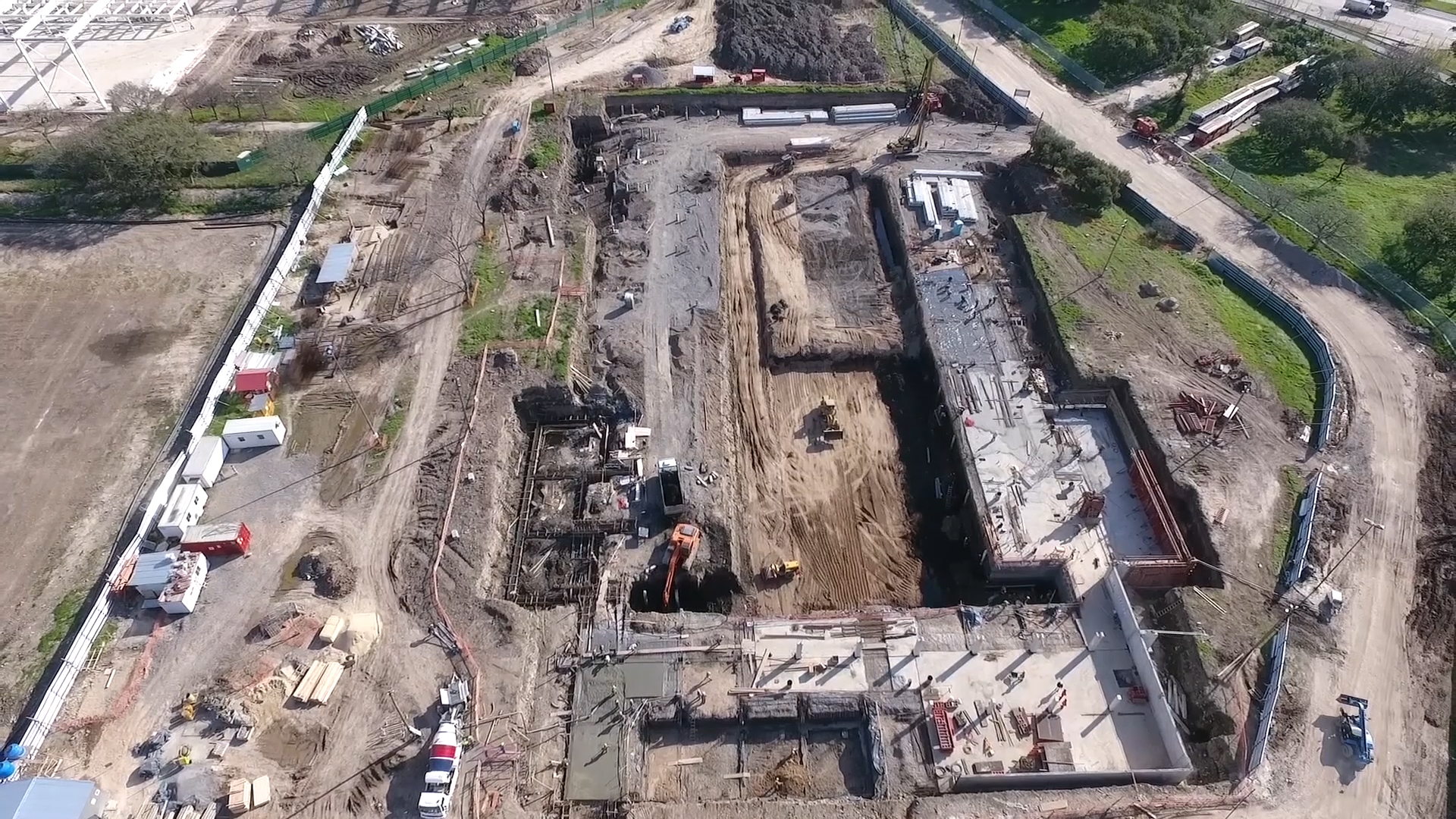
Parque Olímpico
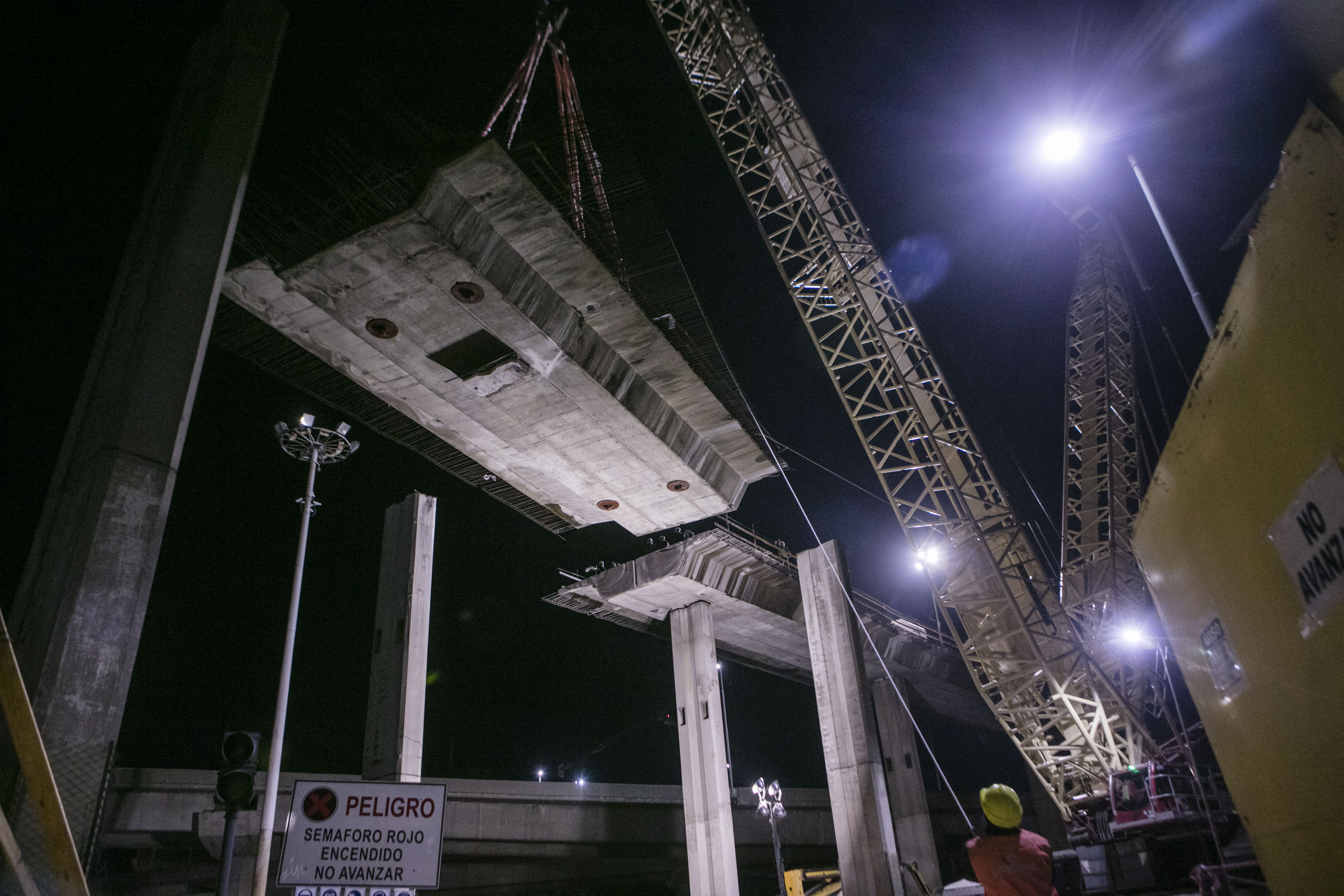
Paseo del Bajo
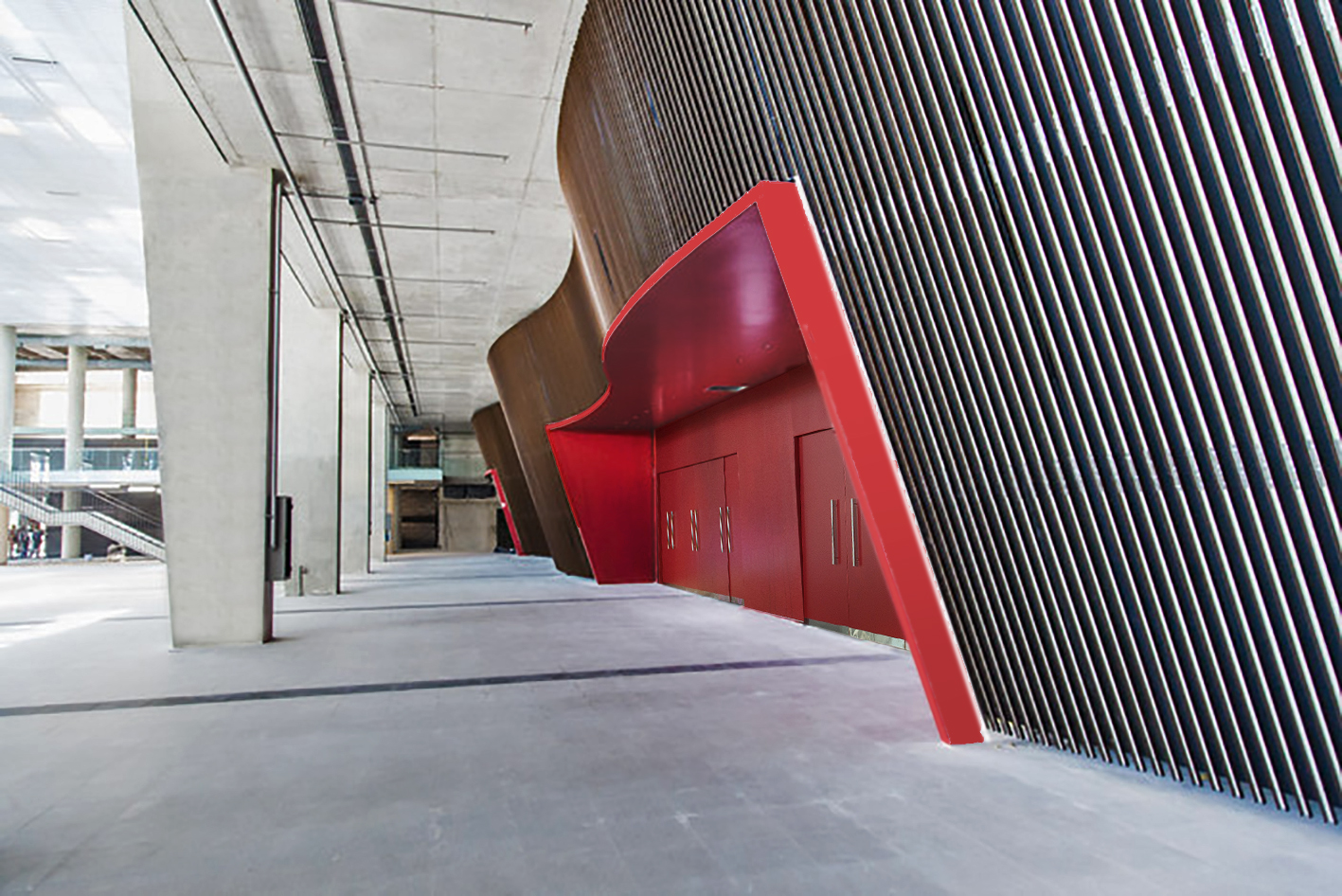
Centro de Exposiciones y Convenciones